# Еупилио
Еупѝлио (на италиански: Eupilio; на ломбардски: Eüpili, Еюпили) е малко градче и община в Северна Италия, провинция Комо, регион Ломбардия. Разположено е на 383 m надморска височина. Населението на общината е 2613 души (към 2017 г.).